# Fântânile Negre, Mehedinți
Fântânile Negre este un sat în comuna Poroina Mare din județul Mehedinți, Oltenia, România.